# Botxínovka
Botxínovka (en rus: Бочиновка) és un poble de l'óblast de Lípetsk, a Rússia, que el 2011 tenia 621 habitants. Pertany al districte rural d'Úsman.